# 造船疑獄
造船疑獄（ぞうせんぎごく）とは、第二次世界大戦後の日本における計画造船における利子軽減のための「外航船建造利子補給法」制定請願をめぐる贈収賄事件。1954年1月に強制捜査が開始された。政界・財界・官僚の被疑者多数が逮捕され、当時の吉田茂内閣が倒れる発端となった事件の一つ。

## 経緯

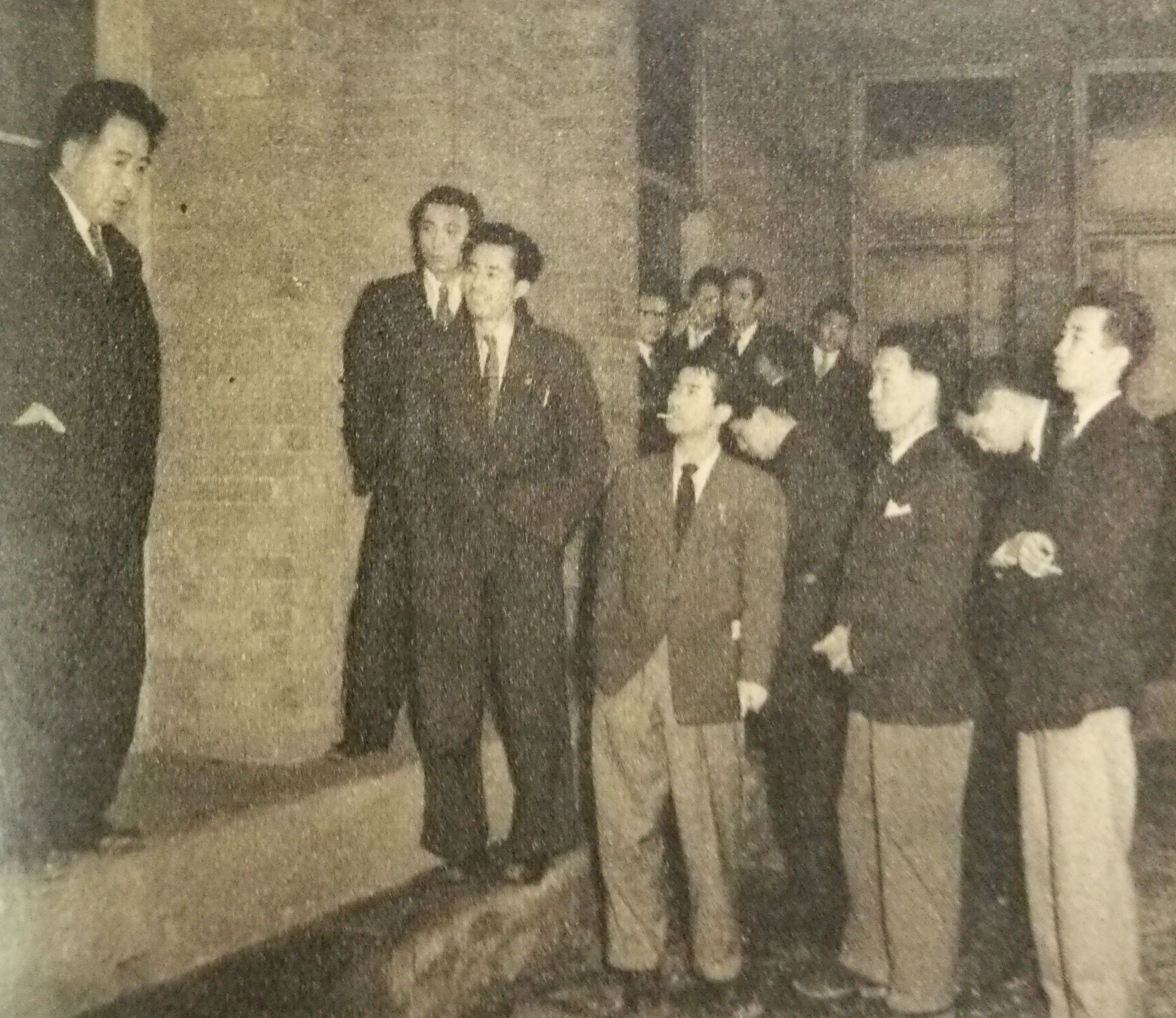
自由党副幹事長辞任の日、記者団に自らの無実を訴える有田二郎

街の金融王と呼ばれた森脇将光の融資トラブルから端を発した疑惑は、東京地検特捜部により山下汽船、日本海運など海運、造船業界幹部の逮捕に至った。さらに捜査は政界・官僚におよび、捜査主任検事の河井信太郎による大野伴睦の取り調べから有田二郎ら国会議員4名の逮捕などを経てさらに発展する気配をみせた。
2月には衆議院行政監察特別委では、自由党池田勇人政調会長を証人喚問するかで紛糾していた。2月16日、内閣は有田二郎代議士への逮捕許諾請求を行い、2月23日の衆院本会議で5票差で可決、有田は東京地検に出頭した。
4月20日、検察庁は当時与党自由党幹事長であった佐藤栄作を第三者収賄罪容疑により逮捕する方針を決定した。しかし、翌4月21日、犬養健法務大臣は重要法案（防衛庁設置法と自衛隊法）の審議中を理由に検察庁法第14条による指揮権を発動し、佐藤藤佐検事総長に逮捕中止と任意捜査を指示し、直後に大臣を辞任した。後任の加藤鐐五郎は国会閉会直前の6月9日に「4月21日の法相指示は国会閉会とともに自然消滅する」と佐藤検事総長に通知している。検察は贈賄側が保釈されていることで収賄罪の容疑を裏づけることは困難として国会閉会後に佐藤幹事長の逮捕をすることはなかった。
4月23日には参議院本会議で指揮権発動に関する内閣警告決議が可決された。衆議院は9月6日に決算委員会を開いて証人喚問を行い、佐藤検事総長は「指揮権発動で捜査に支障が出た」と証言。また、衆議院は吉田茂首相を証人喚問議決をするも、吉田は公務多忙や病気を理由に拒否。その後、衆議院は拒否事由が不十分として議院証言法違反で吉田を告発するも、不起訴処分となった。
逮捕者は71人にのぼり、35人が起訴された。疑獄の中心部分に関わったのは23人であり、7人が無罪、12人が執行猶予付の懲役刑、2人が罰金刑を受けた。自由党への金の流れについては佐藤栄作と自由党会計責任者が後に政治資金規正法違反で在宅起訴されたが、国際連合加盟恩赦で免訴となった。

## 指揮権発動の是非

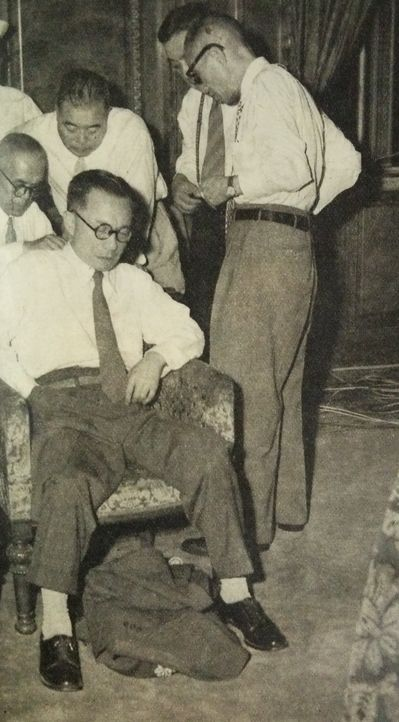
1954年9月6日、衆議院に証人喚問され野党の追及を受ける佐藤検事総長（席上）

本来は『起訴する権限を独占している検察官を、選挙による民主主義を基盤とする内閣の一員である法務大臣がチェックする仕組み』として考えられていた指揮権が、佐藤など一部の政治家を救うための手段に利用されてしまったため、制度の政治的正当性が完全に失われてしまい、日本の民主主義にとって手痛い失敗になったとする意見がある。
逮捕こそ免れたものの後の総理大臣の佐藤に逮捕状が出された事で、政界が検察に党派介入したものとして敗戦後の日本政治史の一大汚点と考えられた。造船疑獄による指揮権発動問題が起こったことで政治が検察に関心を持つことさえもタブー視する状況につながったといわれている。
一方で、その後の関係者の資料によって、検察内部で証拠の評価などを巡って捜査方針の対立があり、強行に捜査を進めていた特捜部の方針を危惧した検察幹部が政界に対して指揮権発動によって強制捜査を中止させる案を内々に持ちかけたことが明らかになっている。当時、検察の捜査は、行き詰っていた。造船業界から自由党へ金が渡っていたのは間違いないが、政治献金があったという事実しか出てきておらず、贈収賄の立件は難しかった。捜査主任の河井信太郎が強引に捜査を進めていた状況であった。
佐藤栄作日記によると佐藤栄作は当初は指揮権発動を中々行わない犬養法相を罷免にして、新法相に指揮権発動させるよう吉田首相に要求していたという。
後に犬養は『文藝春秋』1960年5月号に、「指揮権発動により法務・検察幹部を軒並み引責辞任させ、意中の男を検事総長に据えようという某政治家と検察幹部の思惑があった」とする手記を寄せている。
逮捕延期の指揮権発動の発案者は誰かを巡って論争になり、一時期は岸本義広最高検次長検事が有力とされたが、その後では岸本説に否定的見解が示されるようになった。渡辺文幸は佐藤達夫法制局長官が指揮権発動の発案者だとしている。

## 余波
1954年3月26日、社会党の中田吉雄がこの問題の追及時に、「今五つの『五せる』接待方法がある」「飲ませる・食わせる・いばらせる・握らせる・抱かせるであるが…」と発言し、一部で流行語化した。
1954年、NHKラジオ番組『ユーモア劇場』で、三木鶏郎らトリローグループにより、造船疑獄に対する辛辣な風刺コント「犯罪の陰に国会議員あり」が放送された。これに佐藤栄作が激怒し、同年6月13日に同番組は打ち切りとなった。

## 関係作品
- 芸者秀駒（1954年、新東宝） - 造船疑獄に関わったとされる芸者と造船疑獄事件をモチーフに作成された映画作品。原作：菊田一夫。